# Kustaa Karjalainen
Pour les articles homonymes, voir Karjalainen (homonymie).
Kustaa Fredrik Karjalainen (né le 21 août 1871 à Kajaani et mort le 5 septembre 1919 à Loviisa) est un explorateur et chercheur spécialisé dans les langues apparentées au finnois.

## Biographie
En 1892, Kustaa Karjalainen obtient son baccalauréat au lycée finlandais de Kuopio. Il obtient une licence en 1905 à l'Université d'Helsinki.
De 1896 à 1998, Kustaa Karjalainen est professeur de langue finnoise à l'école industrielle d'Helsinki. À partir de 1904, il travaille au Département d'histoire et de philologie de l'Université d'Helsinki comme secrétaire et à partir de 1905 il y est maître de conférences en langues finno-ougriennes.
Kustaa Karjalainen a effectué des expeditions de recherche en Carélie de la mer Blanche en 1894, à Tver en 1895, à Rukajärvi en 1897. Il s'engage dans la collecte du vocabulaire des Ostjak de Sibérie (dans les régions de Tobolsk et Tomsk) en 1898-1902. Il est en Hongrie en 1906. Kustaa Karjalainen a travaillé comme comptable pour la société finno-ougrienne de 1897 à 1898.

## Ses écrits
- Ostjakkeja oppimassa 1899–1902
- Zur ostjakischen Lautgeschichte I: über den Vokalismus der ersten Silbe, thèse. 1904
- Wie Ego im. ostjakischen die verwandten benennt 1913
- Beiträge zur Geschichte der finnischugrischen dentalen nasale 1914
- Jugralaisten uskonto 1918
- Siperian matkoilta, 100 kirjettä morsiamelle (édité par K. Krohn) 1921
- Ostjakisches Wörterbuch, toimittanut Y. H. Toivonen. 1948